# Wald-Michelbach
Wald-Michelbach är en kommun i Kreis Bergstraße i det tyska förbundslandet Hessen. Wald-Michelbach, som för första gången nämns i ett dokument från år 1238, har cirka 11 000 invånare. Wald-Michelbach är beläget i Odenwald.

## Administrativ indelning
Wald-Michelbach består av följande Ortsteile: Kerngemeinde Wald-Michelbach, Ober-Mengelbach, Stallenkandel, Spechtbach, Kuhklingen, Seckenrain, Straßburg, St. Maria in Lichtenklingen, Hardberg, Stiefelhöhe, Kreidach, Siedelsbrunn, Ober-Schönmattenwag, Unter-Schönmattenwag, Frankel, Korsika, Ludwigsdorf, Holmbach, Schönbrunn, Flockenbusch, Aschbach, Dürr-Ellenbach, Hartenrod, Gadern, Affolterbach och Kocherbach.